# ASD Dama Mori
L'ASD Dama Mori (Associazione Sportiva Dilettantistica Dama Mori), è un circolo damistico, affiliato alla Federazione Italiana Dama, della città di Mori in provincia di Trento.

## Storia
La fondazione del Circolo avvenne il 1º novembre 1969 e l'anno successivo si disputò la prima edizione del “Trofeo Modena Tullia”, gara regionale che nel 1975 divenne la “Coppa Città di Mori”, destinata ad un futuro sempre più rilevante, soprattutto da quando (1985) si gioca a sistema internazionale, e che nel 1987 viene vinta dall'olandese Piet Roozemburg, grande giocatore ed ex-campione del mondo.
Nel 1975 si disputa a Mori il campionato italiano di terza categoria “Nazionali”, evento che sarà ripetuto anche nel 1980. Nel 1987 si tengono a Mori i campionati mondiali juniores vinti dal quattordicenne sovietico Igor Koyfman.
Nel 1992 Mori diventa, per una decina di giorni, capitale mondiale della dama: vi si disputano le Olimpiadi della Dama, una sorta di campionato mondiale a squadre. Alla gente moriana – coinvolta anche grazie a svariati eventi collaterali - non sembra vero di stare in mezzo ai campioni russi, olandesi, mongoli, senegalesi e israeliani. La formazione italiana terminerà 5ª a pari punti con altre nazioni; i tre componenti della squadra italiana sono il torinese Walter Raimondi, il triestino Raoul Bubbi ed il giocatore moriano Moreno Manzana. È in quell'anno che, sull'onda dell'entusiasmo per le olimpiadi, prende il via il “Torneo dei bar”, riuscendo a coinvolgere una cinquantina di giocatori tra agonisti e dilettanti. La gara si ripeterà per diversi anni, attribuendo alla squadra vincitrice il Trofeo intitolato a “Mariano Regolini”.
Nel corso degli anni il Circolo Damistico Moriano diviene un punto di riferimento ed uno dei principali propulsori per lo sviluppo della dama internazionale in Italia. L'associazione organizza numerose edizioni del campionato italiano giovanile di dama internazionale, nonché la consueta Coppa Città di Mori, appuntamento caro a tutti gli appassionati della specialità a 100 caselle e di richiamo anche per giocatori di spessore internazionale quali Alexander Balijakin (uno dei primi 10 giocatori al mondo), 2 volte vincitore della gara, oppure di ex-campioni mondiali quali Guntis Valneris e Viacheslav Chegolev, primi ex aequo nel 2007.
Nel 2005, per l'adeguamento a normative del CONI, il nome dell'associazione cambia da “Circolo Damistico Moriano” ad “Associazione Sportiva Dilettantistica Dama Mori”.
A livello agonistico massimo esponente del circolo, come giocatore, è stato Moreno Manzana, campione italiano assoluto di dama internazionale nel 1989, e di importanti piazzamenti anche in ambito internazionale. Titoli italiani di categoria sono stati vinti anche da Marco Veronesi, Giorgio Defranceschi, Riccardo Agosti, Giuseppe Manzana e Diego Tranquillini. A livello giovanile sono stati campioni italiani Lorenzo Modena, David Mici, Stefano e Mirko Tita.

## Presidenti
- Angelo Bellini (1969 - 1973)
- Giuseppe Manzana (1973 - 1975) e (1979 - 2001)
- Domenico Ruggeri (1975 - 1979)
- Riccardo Agosti (2001 - presente)